# Eure (rzeka)
Eure – rzeka w północnej Francji w regionie Normandia, o długości 229 km. Eure jest lewym dopływem Sekwany.